# Raegan Scott
Jennifer Raegan Scott, coniugata Pebley (Fountain Valley, 12 agosto 1975), è un'ex cestista e allenatrice di pallacanestro statunitense, professionista nella WNBA.

## Carriera
È stata selezionata dalle Utah Starzz al terzo giro del Draft WNBA 1997 (21ª scelta assoluta).